# Mitreola pingtaoi
Mitreola pingtaoi är en tvåhjärtbladig växtart som beskrevs av Ding Fang och D.H. Qin. Mitreola pingtaoi ingår i släktet Mitreola och familjen Loganiaceae. Inga underarter finns listade i Catalogue of Life.